# Anagram (groupe)
Pour les articles homonymes, voir Anagram.
Anagram est un groupe de punk rock canadien, originaire d'Oshawa, en Ontario. Le groupe est plus connu pour ses performances à la limite de la schizophrénie et souvent violentes,.

## Biographie
Le chanteur Matt Mason forme le groupe aux côtés de son jumeau Willy Mason. Le groupe effectue nombre de changements de formation, mais finit par se stabiliser avec Matt Mason au chant ; Jeff Peers à la basse ; Clayton Churcher à la batterie ; et Willy Mason à la guitare. Leur premier EP homonyme est publié à la fin 2003.
Leur premier album, After Dark, est publié au début de 2006 et bien accueilli par la presse. Andrew Steenberg de Exclaim! considère l'album comme « une vraie leçon musicale ». Ils publient également un split vinyle avec The Creeping Nobodies de Toronto et un single 7" à la mi-2007.
Le groupe publie un troisième album en 2010, Majewski, au label Dead Astronaut. Il se nomme ainsi en hommage à l'artiste local Michal Majewski,.
De leurs performances scéniques, le journal Now écrit « l'hypnotisme qu'ils nous envoient donne envie de violence et peut-être de brûler une maison ou deux. » Anagram joue son dernier concert au Silver Dollar Room le 13 avril 2012. Anagram se sépare en 2012 ; en 2013, trois des derniers membres d'Anagram forment le groupe Surinam.